# Rams de VCU
Pour les articles homonymes, voir RAM.
Les Rams de VCU (en anglais : VCU Rams) sont un club omnisports universitaire de l'université du Commonwealth de Virginie à Richmond. Les équipes des Rams participent aux compétitions universitaires organisées par la National Collegiate Athletic Association. VCU fait partie de l'Atlantic 10 Conference. 

## Sports représentés
| Hommes (7)                                  | Femmes (8)       |
| Athlétisme†                                 | Athlétisme†      |
| Basket-ball                                 | Basket-ball      |
| Cross-country                               | Cross-country    |
| Soccer                                      | Soccer           |
| Tennis                                      | Tennis           |
| Baseball                                    | Lacrosse         |
| Golf                                        | Hockey sur gazon |
| 0                                           | Volley-ball      |
| † – Athlétisme en salle et/ou en plein air. |                  |